# Срода Вјелкополска
Срода Вјелкополска (пољ. Środa Wielkopolska) град је у Пољској у Војводству великопољском. По подацима из 2012. године број становника у месту је био 22 425.

## Становништво
| 2012.  |
| ------ |
| 22 425 |